# Goeben farkasfalka
A Goeben-farkasfalka a Kriegsmarine tengeralattjárókból álló második világháborús támadóegysége volt, amely összehangoltan tevékenykedett 1941. szeptember 6. és 1941. október 5. között a Vizcayai-öbölben,  Portugáliától nyugatra és a Földközi-tengeren. A Goeben-farkasfalka, amely nevét August Karl von Goeben porosz gyalogsági tábornokról kapta, hat tengeralattjáróból állt, amelyek egy hajót sem süllyesztettek el. A tengeralattjárók nem szenvedtek veszteséget.

## A farkasfalka tengeralattjárói
| A hajó száma | Parancsnoka                    | Részvétel kezdete    | Részvétel vége       |
| ------------ | ------------------------------ | -------------------- | -------------------- |
| U–75         | Helmuth Ringelmann             | 1941. szeptember 27. | 1941. október 5.     |
| U–79         | Wolfgang Kaufmann              | 1941. szeptember 28. | 1941. október 5.     |
| U–97         | Udo Heilmann                   | 1941. szeptember 20. | 1941. szeptember 29. |
| U–331        | Hans-Diedrich von Tiesenhausen | 1941. szeptember 24. | 1941. szeptember 30. |
| U–371        | Heinrich Driver                | 1941. szeptember 16. | 1941. szeptember 24. |
| U–559        | Hans Heidtmann                 | 1941. szeptember 20. | 1941. október 5.     |